# Беатрис Гастингс

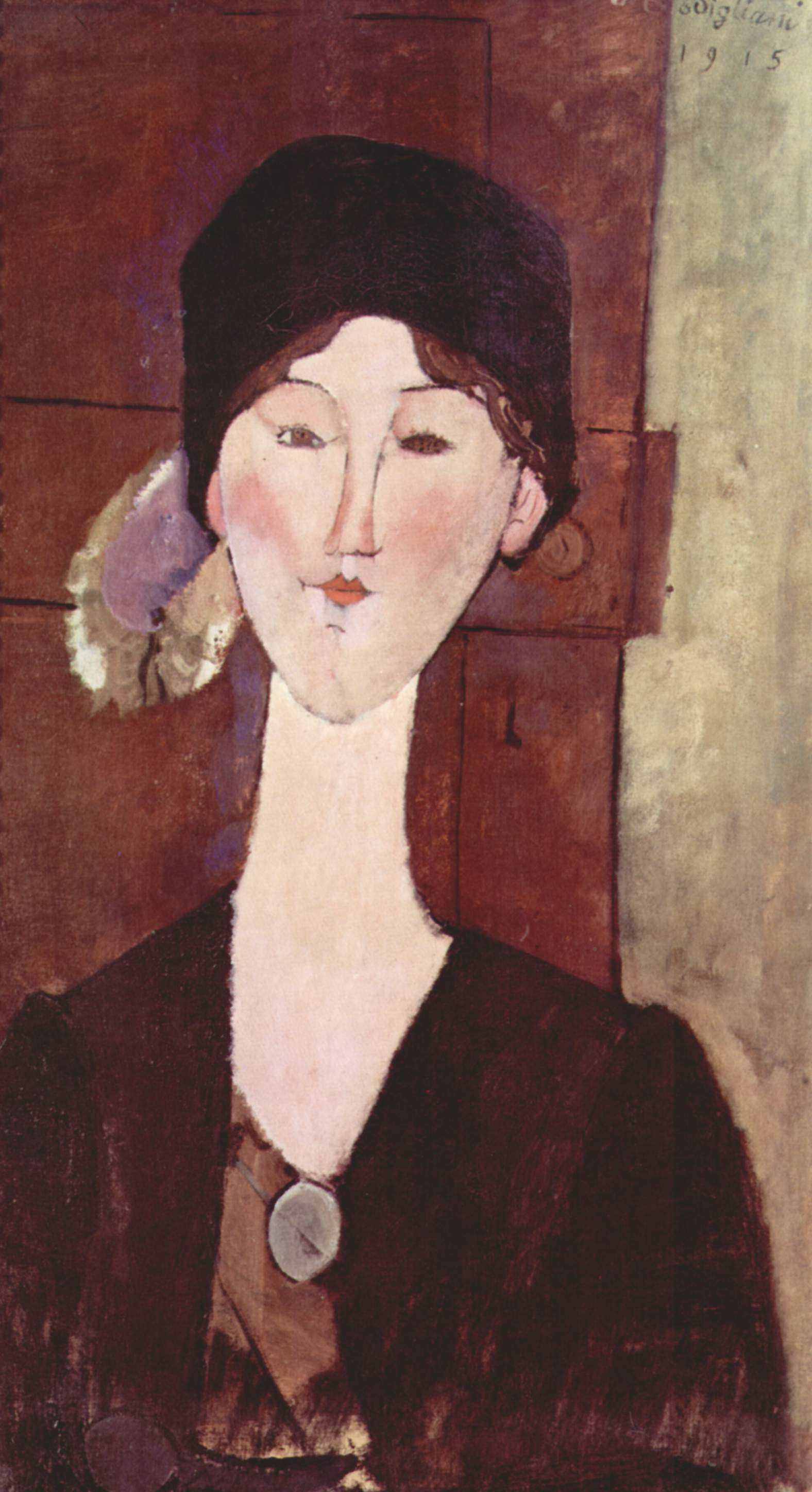
Портрет Беатрисы Гастингс работы Амедео Модильяни, 1915, коллекция Риттер, Нью-Йорк

Беатрис Гастингс (англ. Beatrice Hastings, настоящее имя Эмили Элис Хэй — Emily Alice Haigh; 12 мая 1879, Лондон — 30 октября 1943, Уэртинг, Западный Суссекс) — английская поэтесса и литературный критик.

## Биография
Выросла в Южной Африке. Значительная часть её работ до начала Первой мировой войны была опубликована в британском литературном журнале «Нью Эйдж» (New Age) под различными псевдонимами, она состояла в близких отношениях с редактором журнала Р. Орейджем. Была подругой Кэтрин Мэнсфилд, чьи работы были впервые опубликованы в «Нью Эйдж».

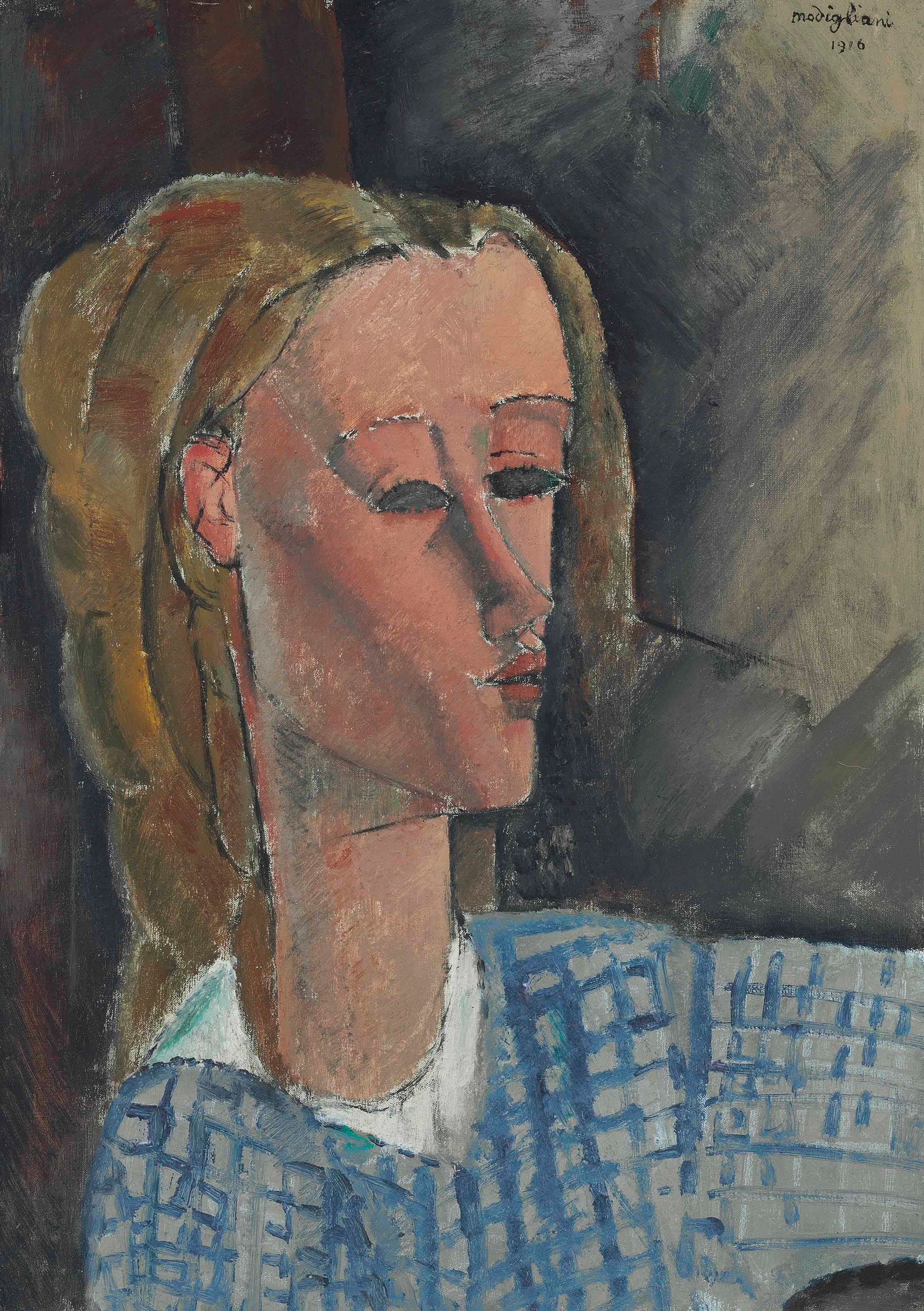
Модильяни. Портрет Беатрис Гастингс, 1916

Накануне войны переехала в Париж и стала известным персонажем в богемных кругах Парижа благодаря своей дружбе с Максом Жакобом. Она проживала в одной квартире на Монпарнасе с Амедео Модильяни и была моделью для нескольких его картин.
Возможно, страдая от рака, она покончила жизнь самоубийством (отравилась газом).